# Coşkun Taş
Coşkun Taş (ur. 23 kwietnia 1935 w Aydın, zm. 11 listopada 2024 w Kolonii) – piłkarz turecki grający na pozycji napastnika. W swojej karierze rozegrał 3 mecze w reprezentacji Turcji.

## Kariera klubowa
Karierę piłkarską Taş rozpoczął w klubie Beşiktaş JK ze Stambułu. W latach 1951–1959 grał w nim w rozgrywkach Istanbul Lig. W 1952 i 1954 roku wygrał z Beşiktaşem te rozgrywki. W 1959 roku wyjechał do Niemiec. Przez dwa lata grał w 1. FC Köln, a następnie w 1961 roku został zawodnikiem Bonner SC. W 1963 roku zakończył w nim swoją karierę.

## Kariera reprezentacyjna
W reprezentacji Turcji Taş zadebiutował 14 marca 1954 roku w wygranym 1:0 meczu eliminacji do mistrzostw świata w Szwajcarii z Hiszpanią. W tym samym roku został powołany do kadry na ten mundial. Zagrał na nim jeden raz, w meczu z RFN (2:7). W kadrze narodowej rozegrał łącznie 3 mecze, wszystkie w 1954 roku.
| Mecze i gole w reprezentacji | Mecze i gole w reprezentacji | Mecze i gole w reprezentacji | Mecze i gole w reprezentacji | Mecze i gole w reprezentacji | Mecze i gole w reprezentacji | Mecze i gole w reprezentacji |
| #                            | Data                         | Stadion                      | Rywal                        | Wynik                        | Gol                          | Rozgrywki                    |
| 1954                         | 1954                         | 1954                         | 1954                         | 1954                         | 1954                         | 1954                         |
| ---------------------------- | ---------------------------- | ---------------------------- | ---------------------------- | ---------------------------- | ---------------------------- | ---------------------------- |
| 1.                           | 14.03.1954                   | Stambuł, Turcja              | Hiszpania                    | 1:0                          | 0                            | el. MŚ 1954                  |
| 2.                           | 17.03.1954                   | Rzym, Włochy                 | Hiszpania                    | 2:2                          | 0                            | el. MŚ 1954                  |
| 3.                           | 23.06.1954                   | Zurych, Szwajcaria           | RFN                          | 2:7                          | 0                            | MŚ 1954                      |